# Minování

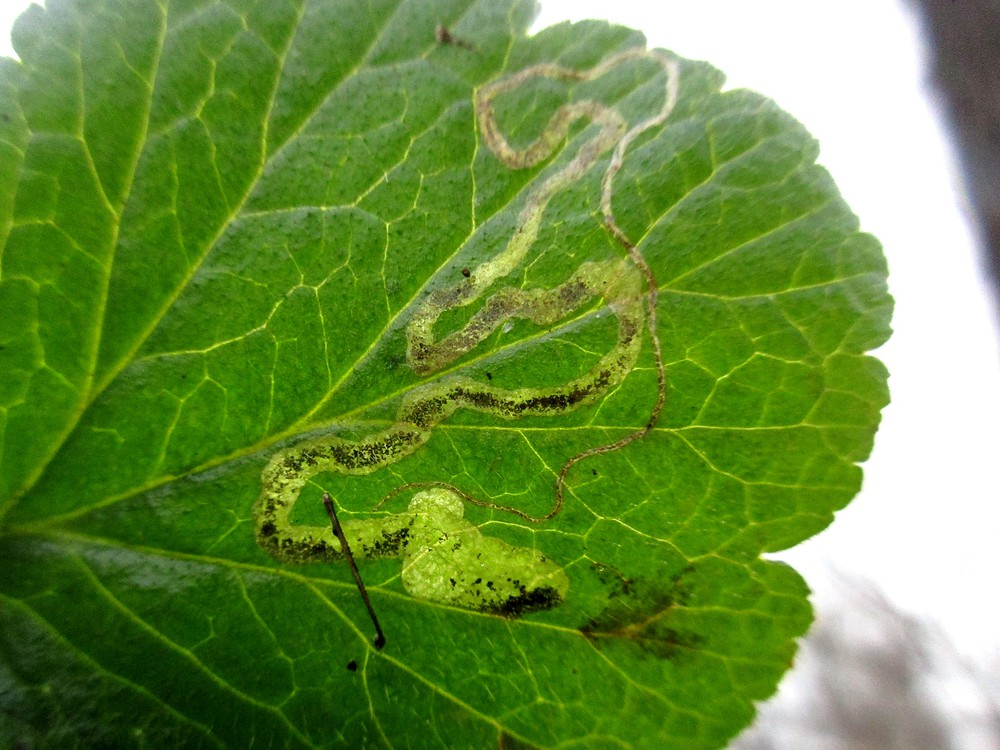
chodbičky v listu způsobené škůdcem drobníčkem jahodovým (Stigmella aurella)

Minování je způsob poškozování rostlin některými škůdci, kdy dochází k vyžírání listového parenchymu, zatímco pokožka zůstává z obou stran zachována. Poškození vzniklá minováním se nazývají miny. Ty mohou být buď chodbičkové (vyžraný parenchym tvoří viditelnou chodbičku v listu) nebo plošné (škůdce vyžírá parenchym plošně). Podle typu vyžíraného parenchymu se dále minování dělí na oboustranné (vyžírány jsou oba typy parenechymu najednou), svrchní (vyžírán pouze je palisádový parenchym) a spodní (vyžírán je pouze houbový parenchym).